# ブリッツ (企業)
株式会社ブリッツ（英: BLITZ Co., Ltd.）は、東京都西東京市に本社を置く自動車用の部品・用品の開発・販売および、レース参戦を行っているチューナー・レーシングチームである。1980年設立。BLITZはドイツ語で稲妻と言う意味。

## 概要
「電脳集団」とたびたび称され、その名の通り電子系統パーツ（既存の電子系統をさらに調整し、性能向上が可能になるコントローラーが多い）を得意とし、最新の電子機器を満載した新型車への対応もいち早く行っている。
また、近年サスペンション事業に力を入れ、車高調キットDAMPER ZZ-Rシリーズの展開に力を入れている。

## 沿革
- 1980年 - ドイツKKK社製（Kuhnle Kopp und Kausch）ターボチャージャーキットのカーチューニングパーツの販売を目的として、株式会社ブリッツを設立。
- 1981年 - ASEA（オートスポーツ・アンド・スペシャル・イクイップメント・アソシエーション）設立に参加。
- 1988年 - 日本自動車マフラー協会（JASMA）に加入。
- 1997年 - 名古屋本部を愛知県安城市に開設。
- 1999年 - 本社を東京都西東京市（マツダアンフィニ関東小金井公園店跡）に開設。
- 2000年 - 組織改正を行い、営業部・企画部・生産管理部・管理部の4本部体制とする。
- 2002年 - 自動車用品小売業協会（APARA）賛助会員に加入。
- 2004年 ‐ 日本自動車用品工業会（JAAMA）に加入。
- 2019年 - 名古屋ロジスティクスセンターへ改称、愛知県みよし市に移転。
- 2024年11月20日 - SPK株式会社に株式譲渡し、グループイン。

## レース活動
- 1991年 ‐ ボンネビルにて、BLITZ JUN AUTO Z32が421.538km/hを記録する。
- 1994年 - BLITZ RACING TEAMにてN1にSUPRAで参戦。
- 1996年 - オプション最高速チャレンジにおいて、BLITZ JZS147アリストが313.69km/hの最高速を達成。
- 1997年
  - ドイツニュルブルクリンクサーキットにて、BLITZ 753 SUPRAで当時のストリートカー最速記録7分49秒を樹立。
  - オプション0‐300km/h 2WDクラスにて、BLITZ MR-2（SW20）が28秒06を記録。また、最高速も320km/hOVERを達成。
- 1999年 - オプション最高速チャレンジにてBLITZ R348 スカイラインGTRが最高速度343.35km/hを達成。
- 2004年 - BLITZ RACING TEAMにて、D1 GRAND PRIX2004に参戦。初優勝を飾る。
- 2008年 - BLITZ DUNLOP LANCER EVOLUTION Ⅹにて、筑波サーキットコース2000 タイムアタックを実施。
- 2012年：TOYOTA 86/SUBARU BRZによりD1 GRAND PRIX参戦と筑波サーキット コース2000タイムアタックを実施。
- 2013年：BLITZ DRAG SUPRAにてJDDA EAST PRO-COMPクラスにてシリーズチャンピオンを獲得。
- 2014年
  - BLITZ DRAG SUPRAがストックボディ日本最速記録8秒252を樹立。
  - SUBARU BRZで筑波サーキット コース2000タイムアタックを実施。58秒828を記録。
- 2015年 - BLITZ RACING PROJECT WRXにて、筑波サーキットコース2000タイムアタックを実施。59秒045を記録。
- 2016年 - BLITZ RACING PROJECT ROADSTER にて、筑波サーキットコース2000タイムアタックを実施。車検対応の改造で1分03秒557を記録。
- 2018年
  - BLITZ RACING PROJECT SWIFT SPORTにて、筑波サーキットコース2000タイムアタックを実施。
  - BLITZRACING PROJECT CIVIC TYPE Rにて、筑波サーキットコース2000タイムアタックを実施。

## 主なデモカー
753スープラ
ニュルブルクリンクオールドコースで当時ストリートカーレコードだったゲンバラ・ビターボGTR600（996GT3ベースのフルカスタム車両）の7分53秒を切るため、Optionとのジョイント企画で製作されたJZA80スープラベースのチューニングカー。結果は7分49秒で無事に更新された。
R-348
ドイツ・アウトバーンにて、ストリートカー最高速記録を更新するために製作されたBNR34スカイラインGT-Rベースのチューニングカー。ターボにはK5-850Rを用い、推定850馬力を記録。ドイツへ運んでから様々なトラブルに巻き込まれ、343km/hでプロジェクトは終了した。これは一般使用状態の公道で出した速度としては世界一の記録となっている。その後アメリカのシルバーステイツで使われたが、ガス欠でリタイヤに終わっている。
BLITZ D1 ER34 '04SPEC
日産・スカイライン（ER34）ベースのチューニングカー。'03SPECでの懸念材料だった車重を200kg軽量化。ボンネットにはBNR34用のカーボンボンネットを用い（ヒンジ部はBNR34用を流用）、ドアやトランク、バンパーに至るまでカーボンやFRPを多用。ウインドウもアクリル化され、車重は1,200kg台を数える軽量マシン。エンジンはRB25DETをベースに、初期はK5-660RタービンにRB26DETT用6連スロットルで吹け上がりとパワー感を両立。2005年第6戦の富士ではK27タービン＋2.8?化して低回転でのトルクを増強。2006年第2戦の菅生ではついにホリンジャー製の6速シーケンシャルミッションを搭載し、切れ目のないシフトワークを実現。外見では2004年第5戦のお台場からローマウントタイプのGTウイングが装着され、2008年からタービンをK5-700Rに変更している。2004年に1勝、2006年に3勝、2007年に1勝を挙げた。
BLITZ DRAG SUPRA
TOKYO AUTO SALON 2008 BLITZ BOOTH 出展車両。  この車両をベースに、各部の軽量化と大パワー化を進めた究極のストックボディベースのJZA80 スープラ。  足回りにDAMPER ZZ-R、ブーストコントローラーにSBC i-Color Spec-R、その他電子パーツ・メーター類などのBLITZパーツを用いて、1000PSを超える出力をコントロールする。
BLITZ RACING PROJECT BRZ
2012年、発売されたばかりのSUBARU・BRZをFAエンジンのままターボ化し、SUPER GTでもBRZを操る佐々木孝太選手とのタッグで、筑波サーキットでのタイムアタックをスタート。ラジアルタイヤでのアタックを重ね、2012年内において「ラジアル日本最速のBRZ」を記録。2013年の東京国際カスタムカーコンテストにおいて、チューニングカー部門「優秀賞」を受賞。  2013年シーズンは、激化する86/BRZでのタイムアタックバトルに、Sタイヤに切り替えてチャレンジ。トラブルに見舞われる事も多々あったが、最終的には「筑波1分切り」そして「58.828」のタイムを記録。2年間のチャレンジで培われたノウハウは、チューニングパーツ開発へとフィードバックされ、現在までの多数の86/BRZ専用プロダクツを生み出す事となった。
BLITZ RACING PROJECT WRX STI
SUBARU WRX STIをベース車両としてタイムアタックチャレンジを実施。  Time Attack BRZや、今までのSUBARU・IMPREZAシリーズの開発で得たノウハウを惜しみなく投入し、車両の発売と同時に最速でマシンメイクをスタート。日々開発を進め、2014年冬発売から半年程度で筑波サーキット59秒045を記録。テストやアタックを通してそのスペックを実証されたパーツはWRX STI専用のチューニングパーツとしてリリースされている。
BLITZ RACING PROJECT ROADSTER
2016年。新型マツダ・ロードスターを用いたタイムアタックプロジェクトを発足。目標は「車検対応レベルでのチューニングによる、筑波最速NDロードスター」をいち早く完成させること。2016年冬ターボ化されたロードスターは車検対応/ラジアルタイヤで1分3秒台を記録。
BLITZ VART 86
声優業界初のレーシングチームであるVARTの車両。チーム首脳陣は、クルマ好きでカート耐久レースにも参加していた声優の三木眞一郎、浪川大輔に加えチーム監督として音響監督の三間雅文が就任。さらにドライバーとして石川界人、畠中祐が参戦。当社は様々なレーシングフィールドでのノウハウをフィードバックした「BLITZ VART 86」のマシン製作及びレースメカニック等のテクニカルサポートを行う。